# 活字中毒者の魔本探索、あるいは裏図書館のこと -マホタン-
『活字中毒者の魔本探索、あるいは裏図書館のこと ―マホタン―』（かつじちゅうどくしゃのまほんたんさく あるいはうらとしょかんのこと マホタン）は、伊咲ウタによる日本の少女漫画。実在する童話から飛び出したキャラクターたちを、活字中毒者と本嫌いが協力して捕らえる、というフィクション作品。
2016年に講談社の『なかよし』で短期連載された「マホタン 〜活字中毒者の魔本探索、あるいは裏図書館のこと〜」の4編を改題し、収載している。

## 登場人物
一ノ瀬 花圃（いちのせ かほ）
中学一年生。梢風から「本オタ」と呼ばれるほど本が好きで、太宰治や芥川龍之介のような近現代日本文学、アンデルセンのような童話、H.G.ウェルズのようなSF、東野圭吾のような推理小説など、時代、分野に関係なく乱読する典型的な活字中毒である。変人として有名で、そのせいで花圃が図書委員を務める図書館に誰も寄りつかない。
その読書量を梢風に見込まれ、魔本探索で現象をもとに本の題名を探り当てる役を任される。
葉山 梢風（はやま しょうふう）
中学二年生。本と活字が大嫌い。花圃からは「先輩」と呼ばれている。裏図書館で魔本から登場人物が逃亡しないよう管理する裏図書委員。逃げ出した魔本を捕らえて封印することができる。
由芽野 アリス（ゆめの アリス）
花圃のクラスに転校してきた男子。正体は『不思議の国のアリス』から飛び出したアリスである。アリスが男になっているのは、後世の版で男子をモデルにした無名作家の挿絵をもとにしているため、と当人は語っている。

## 各話の概要
各話、それぞれ一つの作品を題材としている。
- 「魔本逃亡」
逃げ出したのは『親指姫』の「花子姫」[1]
- 「夢の牢獄」
逃げ出したのは『不思議の国のアリス』の「アリス」
- 「波間の幸福」
逃げ出したのは『人魚姫』の「人魚姫の姉」
- 「無限の願い」
逃げ出したのは『アラジンと魔法のランプ』の「アラジン」

## 書誌情報
- 伊咲ウタ『活字中毒者の魔本探索、あるいは裏図書館のこと ―マホタン―』 講談社〈講談社コミックスなかよし〉 全1巻
  1. 2016年10月7日初版発行（同日発売） ISBN 978-4-06-380883-4